# Smilla Vallotto
Smilla Vallotto (Ginevra, 23 marzo 2004) è una calciatrice svizzera, centrocampista dell'Hammarby e della nazionale svizzera.

## Carriera

### Club
Grazie alla cittadinanza svizzera, italiana e norvegese, dopo aver dato i primi calci in patria, nel 2016, non ancora dodicenne, segue la famiglia che si trasferisce in Norvegia, continuando qui l'attività agonistica legandosi inizialmente al Forus og Gausel di Stavanger, poi all'Hinna, per proseguire nella sua prima squadra interamente femminile, il Viking, compiendo tutta la trafila nelle sue giovanili a partire dall'Under-13 per passare gradualmente alle categorie per età maggiore fino alla Under-19 e, nel 2019, venendo inserita in organico alla prima squadra che disputa la 2. divisjon e affronta in play-off per la promozione in 1. divisjon, rispettivamente terzo e secondo livello del campionato norvegese femminile di calcio.
Durante la stagione invernale di calciomercato 2020-2021 coglie l'occasione per trasferirsi in un importante e blasonato club con due titoli di Campione di Norvegia e tre Coppe nazionali di categoria, lo Stabæk. Alla sua prima stagione con il club di Bærum alterna le sue presenze tra la squadra riserve, lo Stabæk 2, che disputa la 2. div kvinner e la prima squadra, nella quale, a disposizione del tecnico Per Inge Jacobsen, debutta in Toppserien il 3 luglio 2021, alla 7ª giornata di campionato, rilevando Siri Nordeide Grønli all'84' nella sconfitta esterna per 4-0 con il LSK Kvinner. Dopo averla impiegata in sei occasioni, per la stagione successiva Jacobsen decide di impiegarla con maggiore regolarità, disputando tutti i 22 incontri di campionato e siglando anche la sua prima rete, quella che alla 14ª giornata fissa sul 2-1 il risultato sul Lyn. Il passaggio della panchina al vice di Jacobsen, Petter Belsvik, per la stagione 2023, non muta la fiducia in Vallotto, che scende in campo da titolare in 15 incontri su 16 di campionato, tuttavia le tensioni relative alla decisione del club di non concedere la disponibilità della calciatrice per una sua possibile convocazione con la nazionale norvegese alla Coppa del Mondo 2023 creano una rottura giudicata insanabile tra le due parti e la decisione di lasciare il club prima della scadenza del contratto.
Il 16 agosto di quell'anno venne annunciato il suo trasferimento all'Hammarby, proseguendo così la carriera in un nuovo campionato estero, quello svedese, indossando la maglia del club di Stoccolma dopo la firma di un contratto per due stagioni e mezza. Sotto la guida tecnica di Pablo Piñones-Arce fa il suo debutto con la nuova maglia in Damallsvenskan, massimo livello del campionato svedese di categoria, il 1º settembre, alla 18ª giornata di campionato, dove dopo aver rilevato Vilde Hasund al 66', 11 minuti più tardi sigla anche la sua prima rete "svedese", quella che fissa il risultato sul 3-0 nell'incontro vinto in trasferta con il Växjö DFF.

### Nazionale
Vallotto inizia ad essere convocata dalla Federcalcio norvegese dall'età di 16 anni, chiamata a vestire la maglia della formazione under 16, tuttavia in seguito preferisce optare per quella svizzera, rappresentando la nazionale rossocrociata con la formazione under 19 in occasione delle qualificazioni all'Europeo della Repubblica Ceca 2022. Qui vi debutta il 20 ottobre 2021, nell'incontro vinto 3-1 sulle avversarie pari età dell'Irlanda del Nord, rimanendo a disposizione del tecnico federale Monica Di Fonzo anche per la fase élite, scendendo in campo nelle altre partite disputate dalla sua nazionale che però, subendo due sconfitte su tre non riesce ad accedere alla fase finale. Rimasta in quota anche per l'edizione successiva, Di Fonzo la inserisce nuovamente in rosa, dove contribuisce a passare al turno successivo siglando una delle tre reti alla Scozia nella prima fase di qualificazione all'Europeo del Belgio 2023, salvo poi dover nuovamente rinunciare all'accesso alla fase finale per i risultati nella fase élite. Nelle due edizioni matura complessivamente 10 presenze siglando 4 gol.
La prima convocazione in nazionale maggiore arriva nei primi mesi del 2023, quando il commissario tecnico Inka Grings la chiama in occasione dell'amichevole del 21 febbraio con la Polonia, rimanendo tuttavia in quell'occasione inutilizzata. In seguito Grings esprime la volontà di portarla al Mondiale di Australia e Nuova Zelanda 2023, tuttavia le trattative con lo Stabæk non riescono a sbloccare la posizione del club che dichiara di non voler rinunciare alla giocatrice in quel periodo dell'anno. A mondiale concluso Grings la inserisce in rosa con la squadra che affronta la prima edizione della UEFA Women's Nations League, debuttandovi il 15 settembre nel primo degli incontri del gruppo 1 della Lega A, rilevando Coumba Sow al 63' della partita terminata con la vittoria per 1-0 delle avversarie dell'Italia.

## Palmarès

### Club
- Campionato svedese: 1

Hammarby: 2023
- Coppa di Svezia: 2

Hammarby: 2023-2024, 2024-2025